# Дървесна мадагаскарска игуана
Дървесните мадагаскарски игуани (Oplurus cyclurus) са вид влечуги от семейство Мадагаскарски игуани (Opluridae).
Разпространени са в горите на южен и югозападен Мадагаскар. На външен вид са сходни, макар и малко по-дребни, от Oplurus cuvieri, с който често са бъркани. Живеят главно по дърветата и основната им храна са различни насекоми.